# Opel 8/40 PS
Der Opel 8/40 PS war ein PKW der Mittelklasse, den Opel vom Oktober 1928 bis zum September 1930 als Nachfolger des Modells 7/34 PS baute.

## Technik
Der Motor war ein Sechszylinder-Reihenmotor mit 1916 cm³ Hubraum, der 40 PS (29 kW) bei 3600/min. leistete. Damit erreichte der Wagen, wie das Vorgängermodell 7/34 PS, eine Höchstgeschwindigkeit von 90 km/h.
Verfügbar war der Wagen, wie sein Vorgänger, ab Werk als Fahrgestell mit 720 kg, als Tourenwagen oder als Limousine mit 1170 kg auf Fahrgestellen mit 2880 mm Radstand. Hinzu kamen noch ein Roadster, ein Coupé und ein Cabriolet auf kürzerem Fahrgestell mit 2750 mm Radstand. Zusätzliche Aufbauten auf Kundenwunsch gab es weiterhin von den Karosseriewerken Otto Kühn.
Die Motorleistung wurde über ein manuelles Dreiganggetriebe mit Mittelschaltung an die Hinterachse weitergeleitet. Die Fußbremse betätigte über Seilzüge Trommelbremsen an allen vier Rädern, während die Handbremse auf die Kardanwelle wirkte.

## Übergang zum Tiefbettrahmen
Die Limousinen wurden Anfang 1929 grundlegend überarbeitet. Ihre Aufbauten wurden etwas länger, der Radstand blieb jedoch gleich. Die wichtigste technische Änderung aber war der Übergang vom traditionellen Hochbettrahmen zum Tiefbettrahmen, dessen Längsträger direkt unter den Achsen lagen. Wichtigster Konkurrent des Mittelklasse-Opel war der Adler Standard 6, der erst ab 1933 mit Tiefbettrahmen ausgestattet wurde.

## Nachfolger und Stückzahl
1931 wurde der 8/40 PS vom 1,8 Liter abgelöst. Zusammen mit seinem Vorgänger 7/34 PS entstanden in fast drei Jahren 20.580 Exemplare. Damit war Opel einer der größten Hersteller von Mittelklassewagen im Deutschland der 1920er-Jahre.